# Aphytis chionaspis
Aphytis chionaspis är en stekelart som beskrevs av Ren Hui 1988. Aphytis chionaspis ingår i släktet Aphytis och familjen växtlussteklar.
Artens utbredningsområde är Thailand. Inga underarter finns listade i Catalogue of Life.